# Franz Koritschoner
Franz Koritschoner ( * 1892-1941 ) fue un político comunista austríaco. Koritschoner fue uno de los fundadores del  Partido Comunista de Austria en 1918, y miembro de su Comité Central hasta 1927. Editó el órgano central del partido, Die Rote Fahne. Fue asesinado, capturado por los nazis.